# Antonie Pachner
Antonie Pachner (* 16. Januar 1891 in Rattendorf, Bezirk Hermagor; † 8. April 1951 in Graz) war eine österreichische Oberschwester in der Landes-Siechen- und Landes-Irrenanstalt des Kärntner Landeskrankenhauses, dem heutigen Landeskrankenhaus Klagenfurt und Euthanasiebeteiligte.

## Leben
Pachner war römisch-katholisch getauft und ledig. In Klagenfurt besuchte sie zuerst eine fünfklassige Volksschule, dann zwei Klassen der Bürgerschule, sie legte auch noch erfolgreich einen Abendhandelskurs ab. Nach ihrer Schulausbildung arbeitete sie zuerst im Haushalt, später als Ladengehilfin und als Hilfsarbeiterin in einer Putzerei bzw. einer Lederfabrik. 1922 absolvierte sie einen im Landeskrankenhaus Klagenfurt angebotenen Hebammenkurs und war danach als Hebamme tätig. 1931 wechselte sie auf die Kinderstation des Landeskrankenhauses und war dort von 1932 bis 1939 als Krankenpflegerin tätig. Im September 1939 kam sie als Oberschwester in das sog. Landes-Siechenhaus, wo ihr das Vorderhaus und das Hinterhaus (dort wurden die meisten Tötungen während der NS-Zeit durchgeführt) unterstanden. Ihre Tätigkeit als Oberschwester führte sie bis zum 30. Juli 1945 aus.
Pachner beantragte am 25. Mai 1938 die Aufnahme in die NSDAP und wurde rückwirkend zum 1. Mai desselben Jahres aufgenommen (Mitgliedsnummer 6.262.569), sie war zudem „Blockhelferin“. Pachner soll allerdings ein problematisches Mitglied der NSDAP gewesen sein, gegen sie wurde 1942 ein Parteiverfahren wegen defätistischer Äußerungen eingeleitet. Am 2. August 1945 wurde sie von der englischen Militärbehörde wegen ihrer Mitgliedschaft in der NSDAP aus dem Dienst des Landeskrankenhauses entlassen.

## Beteiligung an der Euthanasie
Im Siechenhaus war Pachner an der Ermordung einer Vielzahl von Patienten und Patientinnen entweder als Täterin oder als Auftraggeberin beteiligt. Sie hatte sich dazu aus freiem Willen bereit erklärt. Nach ihren Angaben wurden in dem Siechenhaus insgesamt zwischen 700 und 900 Kranke und Pflegebedürftige ermordet. Die Frage, ob Pachner nur auf Anordnung des Primararztes Franz Niedermoser die Patienten tötete, konnte in dem Strafprozess nicht endgültig geklärt werden; es lag aber die Vermutung nahe, dass die Krankenschwestern und Pfleger durchaus eigene Entscheidungen gefällt haben.
Als besonders krassen Tötungsfall schilderte sie einen Vorfall mit einem bereits an die Pathologie überstellten vermeintlichen Toten, der nach Feststellung des Pathologen aber noch atmete und von Pachner zurück auf die Station gebracht werden musste. Da er aber bereits mit einem Fußzettel versehen war, auf dem Name und Sterbezeit stand, wollte Pachner diesen nicht mehr umschreiben und gab ihm eine Morphiuminjektion, worauf der dann verstarb.
Nach ihrer Aussage wurden die Tötungen im so genannten Tagessaal des Hinterhauses und später in einer Wäschekammer mit zwei Betten durchgeführt, um diese vor den anderen Pfleglingen geheim zu halten. Es war aber unter den Patienten allgemein bekannt, dass die Verlegung in den hinteren Teil des Siechenhauses die baldige Tötung bedeutete.

## Gerichtliche Aufarbeitung nach 1945
Im sogenannten Klagenfurter Euthanasie-Prozess vor dem Außensenat Klagenfurt des Volksgerichts Graz wurde Pachner beschuldigt, selbst mindestens 20 Patienten im „Siechenhaus“ durch orale Gaben von Somnifen, Morphium oder Veronal oder durch die Injektion von Morphium, Somnifen und Modeskop getötet zu haben. Zudem hat sie gestanden, anderen den Auftrag zum Töten und die dazu benötigten Mittel gegeben zu haben.
Am 4. April 1946 erging gegen Pachner das Todesurteil (Tod durch den Strang und Vermögensverfall), da sie zwischen 1942 und April 1945 mindestens 20 Patienten vorsätzlich getötet und andere derart misshandelt hatte, dass daraus deren Tod erfolgte. Das Todesurteil wurde am 19. Oktober 1946 mit Entschließung des Bundespräsidenten in die Strafe des schweren Kerkers von zwanzig Jahren umgewandelt. Pachner starb am 8. April 1951 im Gefängnis.